# Orsodacne
Orsodacne (лат.) — род жесткокрылых насекомых из семейства орсодакнид, подсемейства Orsodacninae.

## Описание
Бока переднеспинки без бугорка, простые. Коготки с острым зубцом. Тело удлинённое.

## Распространение и биология
Орсодакны широко распространены по земному шару, но везде встречаются нечасто, и ареалы отдельных видов обычно узки. О биологии известно крайне мало. Описаны личинки первого возраста O. lineola и O. cerasi, их образ жизни не изучен — вероятно, грызут корни. Имаго встречаются на цветах, чаще всего растений из семейства розоцветных.

## Систематика
В составе рода:
- Orsodacne atra (Knoch in Ahrens, 1810)
- Orsodacne cerasi (Linnaeus, 1758)
- Orsodacne chlorotica (Latreille, 1804)
- Orsodacne humeralis Latreille, 1804
- Orsodacne kurosawai Chujo, 1949
- Orsodacne mesopotamicus Legalov, 2022[4]
- Orsodacne nigriceps (Latreille, 1807)
- Orsodacne ruficollis Fabricius
- Orsodacne variabilis Baly, 1877
- Orsodacne yunnanicus Legalov, 2021[5]